# (25750) Miwnay
(25750) Miwnay ist ein etwa 7,1 km großer Asteroid des Asteroiden-Hauptgürtels. Er wurde am 28. Januar 2000 von William Kwong Yu Yeung im Rock Finder Observatory (Calgary/IAU-Code 652) entdeckt.

## Bahnverlauf
Miwnay bewegt sich in einem Abstand von 2,393 (Perihel) bis 3,307 (Aphel) astronomischen Einheiten in 5,16 Jahren um die Sonne. Die Bahn ist 10,5° gegen die Ekliptik geneigt, die Bahnexzentrizität beträgt 0,16.

## Name
Miwnay war der Name einer sogdischen Frau aus Samarkand, die im Jahr 314 einen Brief hinterließ, der Einblick in das Leben an der alten Seidenstraße gab.